# دانيال جاي كلانسي
دانيال جاي كلانسي (بالإنجليزية: Daniel J. Clancy)‏ هو عالم حاسوب ومهندس أمريكي، ولد في 11 يناير 1964 في نيو أورلينز في الولايات المتحدة.